# Den Helder
Den Helder er en by og kommune beliggende i provinsen Nordholland i Nederlandene. Byen, der har 57.610 indbyggere (2008) udgør den nordligste del af provinsen.

## Flådestation
Den Helder er et naturligt valg af basehavn for landets flåde med sin nære beliggenhed til Nordsøen. Byen har derfor Nederlandenes Flådestation.